# Егоров, Вячеслав Фёдорович
Вячеслав Фёдорович Егоров — советский военный, государственный и политический деятель, генерал-лейтенант.

## Биография
Родился в 1927 году в селе Знаменское. Член КПСС.
С 1945 года — на военной службе, общественной и политической работе. В 1945—1947 гг. — курсант Владимирского пехотного училища, командир комендантского взвода стрелкового полка; командир стрелкового взвода минометного полка в ГСВГ, командир стрелкового взвода, командир стрелковой роты в Прикарпатском военном округе, участник подавления Венгерского восстания, начальник полковой школы 327-го мотострелкового полка, заместитель командира ракетного полка в Орджоникидзе, командир ракетного полка в городе Стрые, заместитель командира ракетной дивизии в городе Первомайске, командир Хмельницкой ракетной дивизии, первый заместитель командующего, командующий Читинской ракетной армии.
Делегат XXIV съезда КПСС.
Умер в Виннице в 1991 году.